# Parszek

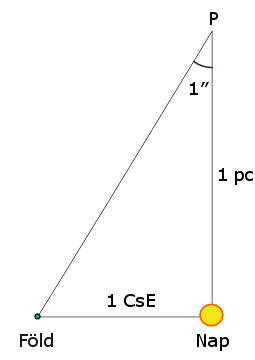
A parszek definíciója

A parszek (rövidítve pc) a csillagászatban használt távolság egyik mértékegysége. Az elnevezés a „parallaxis” és „secundum” szavakból származik; nemzetközi jelölése: parsec. Az a távolság, amelyből egy CsE – merőleges rálátás esetén – egy ívmásodperc szög alatt látszik.
Ez tehát 1 / tan 1″ CsE = ~360·60·60 / 2π CsE = ~2,0626480625·105 CsE = ~3,085 677 580 666 31·1016 m = ~3,2617 fényév.

## A mértékegység története, elnevezése
Az első sikeres csillagászati távolságmérést Friedrich Bessel német csillagász és matematikus végezte el 1838-ban, aki a földpálya átmérőjét mint alapvonalat használta a 61 Cygni távolságának meghatározásához. A csillag parallaxisának ismeretében könnyen kiszámítható a távolság, az ugyanis a definíció szerint a parallaxis reciproka:
{\displaystyle d={\frac {1}{\pi ''}}}
– ahol d a távolság parszekben, π a parallaxis ívmásodpercben. Egyéb távolságegységekre szükség esetén a megfelelő képletekkel lehet átszámítani.
A parszek kifejezést először egy 1913-as csillagászati publikációban említették. A mértékegység elnevezésén több tudós vitatkozott. Sir Frank Watson Dyson (1868–1939) angol királyi csillagász határozottan azon a véleményen volt, hogy ennek a távolságegységnek nevet kell adni. Ő az astront, Carl Ludwig Vilhelm Charlier (1862–1934) svéd csillagász a siriometert, Herbert Hall Turner (1861–1930) angol csillagász és földrengéskutató pedig a parsecet javasolta. Az utóbbi mértékegység van használatban 1913 óta.

## Használata és mérések
Az asztrometriában a parallaxis módszer az alapvető mérési módszer a távolság meghatározásához. A földi telepítésű távcsövek mérési pontossága azonban korlátozott, körülbelül 0,01 ívmásodperc, és erre is csak azoknál a csillagoknál képesek, amelyek 100 parszeknél közelebb vannak, ugyanis a Föld légköre eltorzítja a csillagok képét. Az űrbe telepített távcsöveket ez a hatás nem érinti, így ezek pontosabb távolságmérési eredményeket adnak.
A Hipparcos műhold, amit az Európai Űrügynökség (ESA) helyezett pályára 1989 és 1993 között, mintegy 100 000 csillag parallaxisát mérte meg, átlagosan 0,97 milliívmásodperces pontossággal, és ezzel 1000 parszek távolságig szolgáltatott pontos méréseket a csillagok távolságáról. A NASA FAME nevű műholdját 2004-ben indították volna, hogy közel 40 millió csillag parallaxisát mérje meg megfelelő pontossággal, 2000 parszek távolságig, azonban a küldetés költségvetését a NASA 2002 januárjában visszavonta. Az ESA Gaia űrtávcsöve 2013 végén indult, és egymilliárd csillag távolságát fogja megmérni 20 mikroívmásodperc pontosságon belül.

## Távolságok parszekben
Távolságok, amik kisebbek 1 parszeknél
Egy csillag környezetéhez tartozó objektumok (mint például a mi Naprendszerünk) esetében általában a parszek törtrészével fejezzük ki a távolságokat.
- Egy csillagászati egység (CsE) – a Föld távolsága a Naptól – 4,85×10−6 parszek.
- A legtávolabbi űrszonda – a Voyager–1 – 2020 májusában 7,2×10−4 parszekre volt a Földtől. Ezt a távolságot kb. 42 év alatt tette meg.[1]
- Az Oort-felhő becsült átmérője mintegy 0,6 parszek.

Parszekek és kiloparszekek
Azoknak a távolságoknak a nagyságrendje esik a parszek tartományába, amelyek szomszédos csillagok között mérhetők, illetve azok között a csillagok között, amelyek egy galaxisnak ugyanabban a spirálkarjában vagy ugyanabban a gömbhalmazban helyezkednek el.
Az ezer parszek távolságot kiloparszeknek (kpc) nevezzük. A csillagászok rendszerint a kiloparszeket használják a galaxisok egyes részei közti vagy a galaxiscsoportokon belüli távolságok mérésére.
- Egy parszek megközelítőleg 3,262 fényév.
- A Földhöz (a Nap utáni) legközelebbi csillag, a Proxima Centauri 1,29 parszek távolságra van.
- A Tejút közepe körülbelül 8 kiloparszekre van a Földtől.
- A Tejút átmérője körülbelül 30 kiloparszek.
- Az Androméda-galaxis (M31) valamivel kevesebb, mint 800 kiloparszekre van a Földtől.

Megaparszekek és gigaparszekek
Az egymillió parszek távolságot megaparszeknek (Mpc) nevezzük. A csillagászok általában a szomszédos galaxisok és galaxishalmazok távolságát mérik megaparszekben. Egy gigaparszek (Gpc) egymilliárd parszek. Ez az egyik legnagyobb, használatban lévő távolságmérték. A csillagászok a gigaparszeket általában az olyan, nagy léptékű struktúrák mérésére használják, mint pl. a CfA2 Great Wall mérete és távolsága, a galaxishalmazok közti távolságok, valamint a kvazárok távolsága.
- Az Androméda-galaxis 0,77 Mpc távolságra van a Földtől.
- A legközelebbi nagy galaxishalmaz, a Virgo-halmaz kb. 16,5 Mpc távolságra van a Földtől.
- Az RXJ1242-11 galaxis, aminek szupernehéz fekete lyuk magja kell legyen, kb. 200 Mpc távolságra van a Földtől.
- A részecskehorizont sugara (ez a megfigyelhető univerzum határa) kb. 14 Gpc (46,5 ezer millió fényév).

## Többszörösei
- 1 kiloparszek (kpc) a parszek ezerszerese
- 1 megaparszek (Mpc) a parszek milliószorosa
- 1 gigaparszek (Gpc) a milliárdszorosa

Fényévben:
- 1 parszek = 3,26 fényév
- 1 kiloparszek (kpc) = 3260 fényév
- 1 megaparszek (Mpc) = 3 260 000 fényév
- 1 gigaparszek (Gpc) = 3 260 000 000 fényév

8,6 kpc a Föld és a galaxisunk középpontjának távolsága.

## Fordítás
- Ez a szócikk részben vagy egészben  a    Parsec című angol Wikipédia-szócikk fordításán alapul.  Az eredeti cikk szerkesztőit annak laptörténete sorolja fel. Ez a jelzés csupán a megfogalmazás eredetét és a szerzői jogokat jelzi, nem szolgál a cikkben szereplő információk forrásmegjelöléseként.